# Scathophaga exotica
Scathophaga exotica är en tvåvingeart som först beskrevs av Christian Rudolph Wilhelm Wiedemann 1830.  Scathophaga exotica ingår i släktet Scathophaga och familjen kolvflugor. Inga underarter finns listade i Catalogue of Life.